# 1925 год в автомобилестроении
Список событий в автомобилестроении в 1925 году.

## События
- 6 января — родился Джон Делореан, основатель компании DeLorean Motor Company и инициатор создания автомобиля DeLorean DMC-12, превращённого в знаменитую машину времени в американском фантастическом фильме Назад в будущее[1].
- 6 июня — компания Maxwell Motor Company[англ.] были преобразована в Chrysler Corporation. Основанная Джонатаном Диксоном Максвеллом в 1904 году, после Первой мировой войны автомобильная компания стала испытывать финансовые трудности. В 1920-м Уолтер Крайслер вложил в компанию миллион долларов и стал её главой. А уже через четыре года появился первый автомобиль под маркой Крайслер[англ.][2].

## Новые автомобили
- Я-3
- Alfa Romeo 6C
- CWS T-1
- Rolls-Royce Phantom I